# 伊藤杏奈
伊藤 杏奈（いとう あんな、1987年7月20日 - ）日本の元グラビアアイドル。北海道出身。元ファンプレイス所属。

## 人物
2009年、雑誌『週刊大衆』2月16日号にて「滝沢杏奈（たきざわ あんな）」としてグラビアデビュー。またこの年には、ミスマガジンセミファイナル進出も果たしている。その後、伊藤杏奈に改名。
2011年1月8日を最後にブログの更新が滞っていたが、2011年5月8日より2回目のブログを立ち上げて、ハンドルネームをLuno（るの）としていたが、その後も更新が滞るようになっていた。そして、2012年10月1日よりまた新たなブログを立ち上げて3回目のリスタートとなった。

## リリース作品

### DVD
1. いっぱいアンナ（2009年9月25日、竹書房）
2. アンナスイーツ（2009年12月23日、彩文館出版）
3. Nu Image（2010年3月26日、スパイスビジュアル）
4. Peach Bomb（2010年8月20日、M.B.D.メディアブランド）
5. 競泳アイドルヌレヌレボディライン2（2010年10月29日、M.B.D.メディアブランド）伊藤杏奈、松尾朱莉紗、菅谷美穂、寺西香織、瀬長奈津実、池上紗理依、内野未来
6. LAST DANCE（2011年4月29日、プレミアレコード）
7. Full☆Body〜やわらかな素肌〜（2012年12月14日、スパイスビジュアル）
8. みすど mis*dol（2013年2月22日、M.B.D.メディアブランド）
9. 愛のカタチ（2013年5月31日、グラッソ）

### 写真集
- フルーツパフェ（2009年11月26日、彩文館出版　撮影：細井智燿）ISBN 978-4-7756-0449-6